# Самбата Ноуа (Тулћа)
Самбата Ноуа (рум. Sâmbăta Nouă) насеље је у Румунији у округу Тулћа у општини Тополог. Oпштина се налази на надморској висини од 200 m.

## Становништво
Према подацима из 2002. године у насељу је живело 643 становника, од којих су сви румунске националности.